# Polly (brano musicale)
Polly è un singolo promozionale del gruppo grunge dei Nirvana. È il sesto brano del secondo album della band, Nevermind, uscito nel 1991 per l'etichetta Geffen.

## Il brano
Risalente almeno al 1988, Polly è, insieme con About a Girl e Been a Son, una delle prime incursioni del chitarrista-cantante Kurt Cobain nella composizione di testi pop. Intitolata originariamente Hitchhiker e poi Cracker, fu rinominata Polly nel 1989. Fu esclusa dall'album d'esordio dei Nirvana, Bleach (1989), perché Cobain riteneva non fosse coerente con il suono pesantemente grunge che all'epoca contraddistingueva il gruppo. La canzone comparve due anni più tardi nell'album Nevermind, e nel 1994 nell'album dal vivo acustico MTV Unplugged in New York (dal quale viene estratto il singolo), e rimase uno dei pezzi base eseguiti dal gruppo fino alla morte di Cobain (e lo scioglimento della band) nell'aprile 1994.

### Significato
Secondo la biografia dei Nirvana, scritta da Michael Azerrad, la canzone fu ispirata ad una vicenda realmente accaduta. Una ragazza americana di 14 anni dopo un concerto punk rock, fu rapita da un pedofilo recidivo, Gerald Arthur Friend, che la torturò e la stuprò per due giorni. La ragazza riuscì a scappare, approfittando della distrazione di Friend che era intento a fare rifornimento di carburante.  Friend venne successivamente arrestato e incarcerato. Nel testo, scritto da Cobain, la ragazza riesce a scappare solo dopo aver guadagnato la fiducia dello stupratore, per aver finto di provare piacere, cosa che invece non avvenne nella realtà. Con un intuitivo cambio di prospettiva, Polly è scritta dal punto di vista del criminale, che in alcuni passaggi sembra cercare di giustificare l'efferratezza delle sue azioni. Nel 1991 la canzone venne cantata da due stupratori, che probabilmente si erano ispirati a quanto narrato nel libro Arancia meccanica, durante le loro violenze a danno di una ragazza. I Nirvana si dovettero quindi difendere dall'accusa di incitare gli stupratori, cosa che fecero energicamente, spiegando che il brano è invece una ferma accusa a tale riprovevole atto.
La frase "Polly wants a cracker", riferita a un pappagallo di nome Polly, è una frase tipica nella cultura anglosassone dalla prima metà del XIX secolo, presente anche nel libro Pet Sematary di Stephen King del 1983.

## Formazione
- Kurt Cobain – voce, chitarra
- Krist Novoselic – basso
- Chad Channing – batteria
- Dave Grohl - voce